# Harrisomyia vitrina
Harrisomyia vitrina är en tvåvingeart som först beskrevs av Jean-Jacques Kieffer 1909.  Harrisomyia vitrina ingår i släktet Harrisomyia och familjen gallmyggor. Inga underarter finns listade i Catalogue of Life.